# Speak to Me (песня Roxette)
«Speak to Me» — вторая песня с девятого студийного альбома Charm School шведской поп-рок-группы Roxette, выпущенная в виде сингла 18 мая 2011 года.
При выпуске второго сингла с альбома Charm School произошла некоторая путаница, так как данный сингл был выпущен по всему миру, однако в Германии и Австрии вторым синглом стала песня «Way Out». Оба сингла были выпущены сначала как цифровой релиз для скачивания на iTunes, а также как 7" виниловый сингл. О выпуске CD-сингла пока не сообщается.
По сообщению сайта TDR композиция «Speak to Me» была полностью переделана Питером Бустрёмом (швед. Peter Boström) (Bassflow), но на 7"-пластинке будет также и оригинальная версия из альбома Charm School. В качнстве би-сайдов выбраны два ремикса «She’s Got Nothing On (But the Radio)», записанные Адрианом Луксом (швед. Adrian Lux) и Адамом Рикфорсом (швед. Adam Rickfors). В итоге это получается настоящий EP, поскольку на пластинке будет записано четыре песни, а не две.

## Список композиций

### Цифровой релиз
Вышел в Швеции, Бельгии, Финляндии, Норвегии, Дании и ЮАР 18 апреля 2011 года
1. «Speak to Me» (Bassflow Remake)
2. «Stars» (Live in Barcelona, 24 октября 2001 года) — данная песня была записана в рамках концерта Room Service Tour

### 7"винил
Дата выхода: 18 мая 2011 года

A-side:
1. «Speak to Me» (Bassflow Remake)
2. «Speak to Me» (Original Mix)

B-Side:
1. «She’s Got Nothing On (But the Radio)» (Adrian Lux Mix)
2. «She’s Got Nothing On (But the Radio)» (Adam Rickfors Mix)[2]